# الجداجد (إب)

تعديل مصدري - تعديل

الجداجد محلة تابعة لقرية المسوح، التابعة لعزلة بني محرم بمديرية إب إحدى مديريات محافظة إب في الجمهورية اليمنية، بلغ تعداد سكانها 295 حسب تعداد اليمن لعام 2004.